# Obersimten
Obersimten ist eine Ortsgemeinde im Landkreis Südwestpfalz in Rheinland-Pfalz. Sie gehört der Verbandsgemeinde Pirmasens-Land an.

## Geographie
Obersimten liegt westlich des Pfälzerwalds am Rand des Zweibrücker Hügellandes zwischen Pirmasens im Nordosten und Vinningen im Südwesten. An die Gemarkung von Obersimten grenzen zudem das östlich gelegene Lemberg sowie südwestlich Trulben.

## Geschichte

### Mittelalter
Das Dorf Obersimten lag im Amt Lemberg der Grafschaft Zweibrücken-Bitsch und dort in der Amtsschultheißerei Vinningen.

### Frühe Neuzeit
1570 verstarb Graf Jakob von Zweibrücken-Bitsch (* 1510; † 1570) als letztes männliches Mitglied seiner Familie. Das Amt Lemberg erbte seine Tochter, Ludovica Margaretha von Zweibrücken-Bitsch, die mit dem (Erb-)Grafen Philipp (V.) von Hanau-Lichtenberg verheiratet war. Ihr Schwiegervater, Graf Philipp IV. von Hanau-Lichtenberg, gab durch die sofortige Einführung des lutherischen Bekenntnisses dem streng römisch-katholischen Herzog Karl III. von Lothringen Gelegenheit, militärisch zu intervenieren, da dieser die Lehnshoheit über die ebenfalls zum Erbe gehörende Herrschaft Bitsch besaß. Im Juli 1572 besetzten lothringische Truppen die Grafschaft. Da Philipp IV. der lothringischen Übermacht nicht gewachsen war, wählte er den Rechtsweg. Beim anschließenden Prozess vor dem Reichskammergericht konnte sich Lothringen hinsichtlich der Herrschaft Bitsch durchsetzen, das Amt Lemberg dagegen – und somit auch Obersimten – wurde der Grafschaft Hanau-Lichtenberg zugesprochen.
1736 starb mit Graf Johann Reinhard III. der letzte männliche Vertreter des Hauses Hanau. Aufgrund der Ehe seiner einzigen Tochter, Charlotte (* 1700; † 1726), mit dem Erbprinzen Ludwig (VIII.) (* 1691; † 1768) von Hessen-Darmstadt fiel die Grafschaft Hanau-Lichtenberg nach dort.

### Neuzeit
Im Zuge der Französischen Revolution fiel der linksrheinische Teil der Grafschaft Hanau-Lichtenberg – und damit auch das Amt Lemberg und Obersimten – 1794 an Frankreich. Nach dem Ende der napoleonischen Herrschaft kam Obersimten zum bayerischen Rheinkreis.
Als Folge des Ersten Weltkriegs war die gesamte Region dem französischen Abschnitt der Alliierten Rheinlandbesetzung zugeordnet. Nach dem Zweiten Weltkrieg wurde Obersimten innerhalb der französischen Besatzungszone Teil des damals neu gebildeten Landes Rheinland-Pfalz.
Lange Zeit unter dem Namen Simten mit Niedersimten zu einer Kommune vereinigt, verlor die Gemeinde diesen Ortsteil im Rahmen der Gebietsreform zum 7. Juni 1969 an die Stadt Pirmasens. Am gleichen Tag wurde die Gemeinde in Obersimten umbenannt.

## Politik

### Gemeinderat
Der Gemeinderat in Obersimten besteht aus zwölf Ratsmitgliedern, die bei der Kommunalwahl am 9. Juni 2024 in einer personalisierten Verhältniswahl gewählt wurden, und der ehrenamtlichen Ortsbürgermeisterin als Vorsitzender.
Die Sitzverteilung im Gemeinderat:
| Wahl | SPD | CDU | LS * | FWG | Gesamt   |
| ---- | --- | --- | ---- | --- | -------- |
| 2024 | –   | 5   | 7    | –   | 12 Sitze |
| 2019 | 4   | 8   | –    | –   | 12 Sitze |
| 2014 | 4   | 8   | –    | –   | 12 Sitze |
| 2009 | 4   | 8   | –    | –   | 12 Sitze |
| 2004 | 4   | 6   | –    | 2   | 12 Sitze |

### Bürgermeister
Silke Rink (Liste Seebach) wurde am 28. August 2024 Ortsbürgermeisterin von Obersimten. Bei der Direktwahl am 9. Juni 2024 hatte sie sich mit einem Stimmenanteil von 55,4 % gegen ihren Vorgänger durchgesetzt.
Ihr Vorgänger Thorsten Höh (CDU) hatte das Amt seit August 2019 ausgeübt. Bei der Direktwahl am 26. Mai 2019 war er für fünf Jahre gewählt worden. Höhs Vorgänger Bernd Gehringer (CDU) war bei der Wahl 2019 nicht erneut angetreten.

### Wappen
| Wappen von Obersimten | Blasonierung: „Durch silbernen Göpelschnitt von Rot und Grün und Grün geteilt, oben rechts drei goldene Sparren, oben links ein schrägliegender goldener Krummstab beseitet von den goldenen Buchstaben A und S und unten ein silberner Pflug.“                                                |
| Wappen von Obersimten | Wappenbegründung: Die Sparren entstammen dem Wappen von Hanau-Lichtenberg. Der Stab und die Buchstaben „A“ und „S“ stehen für das bis Ende des 18. Jahrhunderts im Ort begüterte Kloster Stürzelbronn, der Pflug auf grünem Feld symbolisiert den landwirtschaftlichen Charakter der Gemeinde. |

## Kultur und Sehenswürdigkeiten
In der Denkmalliste des Landes Rheinland-Pfalz (Stand: 2025) sind die Evangelische Kirche, ein Saalbau aus dem Jahr 1938, sowie zwei aus dem 18. Jahrhundert stammende Häuser in der Hauptstraße als Kulturdenkmäler ausgewiesen.

## Wirtschaft und Infrastruktur

### Öffentliche Einrichtungen
In Obersimten selbst besteht die Kindertagesstätte „Sonnenblume“ mit zwei Gruppen. Der Ort gehört zum Einzugsbereich der Konrad-Adenauer-Schule im benachbarten Vinningen, die eine Grundschule und eine Realschule plus umfasst.

### Verkehr
Westlich des Ortes führt die Landesstraße 484 an Obersimten vorbei.